# (689335) 2013 FL28
(689335) 2013 FL28 est un objet transneptunien du disque des objets épars, ayant un aphélie à 641 unités astronomiques.